# 聖カタリナの殉教 (グエルチーノ)
『聖カタリナの殉教』（せいカタリナのじゅんきょう、露: Мученичество святой Екатерины、英: The Martyrdom of Saint Catherine）は、イタリアのバロック絵画の巨匠グエルチーノが1653年にキャンバス上に油彩で制作した絵画である。殉教した聖女であるアレクサンドリアのカタリナを主題としている。本来、フェラーラの教皇特使アルデラーノ・チーボ枢機卿に贈るためにチェントの町から委嘱された。作品は現在、サンクトペテルブルクのエルミタージュ美術館に所蔵されている。

## 歴史
この絵画のためのグエルチーノによる2点の準備素描が知られている。1点はいくつかの変更があるものの、構図的にこの絵画と同じもので、紙の裏側には執行人の単身像がある。この素描はロンドンの個人コレクションに所蔵されている。もう1点の素描はボストン美術館にあり、ロンドンの素描をなぞっている。この素描をもとにフランチェスコ・バルトロッツィが版画を制作したようであるが、版画は知られておらず、保存されてもいない。
モンテルーコ (Monteluco) にある聖フランチェスコ教会には、エルコーレ・ジェンナーリ (Ercole Gennari) による本作の小さな複製 (縦46センチ、横35センチ) がある。おそらく、この複製はグエルチーノの工房で制作されたものである。グエルチーノは、かつてエルコーレ・ジェンナーリの父ベネデット・ジェンナーリの弟子で、死ぬまで師ベネデットの家族と関係を持っていた。一方、エルコーレは、グエルチーノの姉妹のルチアと結婚していた。
本作は長い間フェラーラにあったが、その後しばらく所在は不明であった。19世紀の前半に作品はふたたびロンドンに現れ、イギリスの商人G. ファラー (Farrer) の所有となったが、次いでオランダ王ウィレム2世に購入された。彼の死後、そのコレクションの競売で、作品は1850年にロシア皇帝ニコライ1世に購入され、それ以来エルミタージュ美術館の所蔵となっている。

## 作品

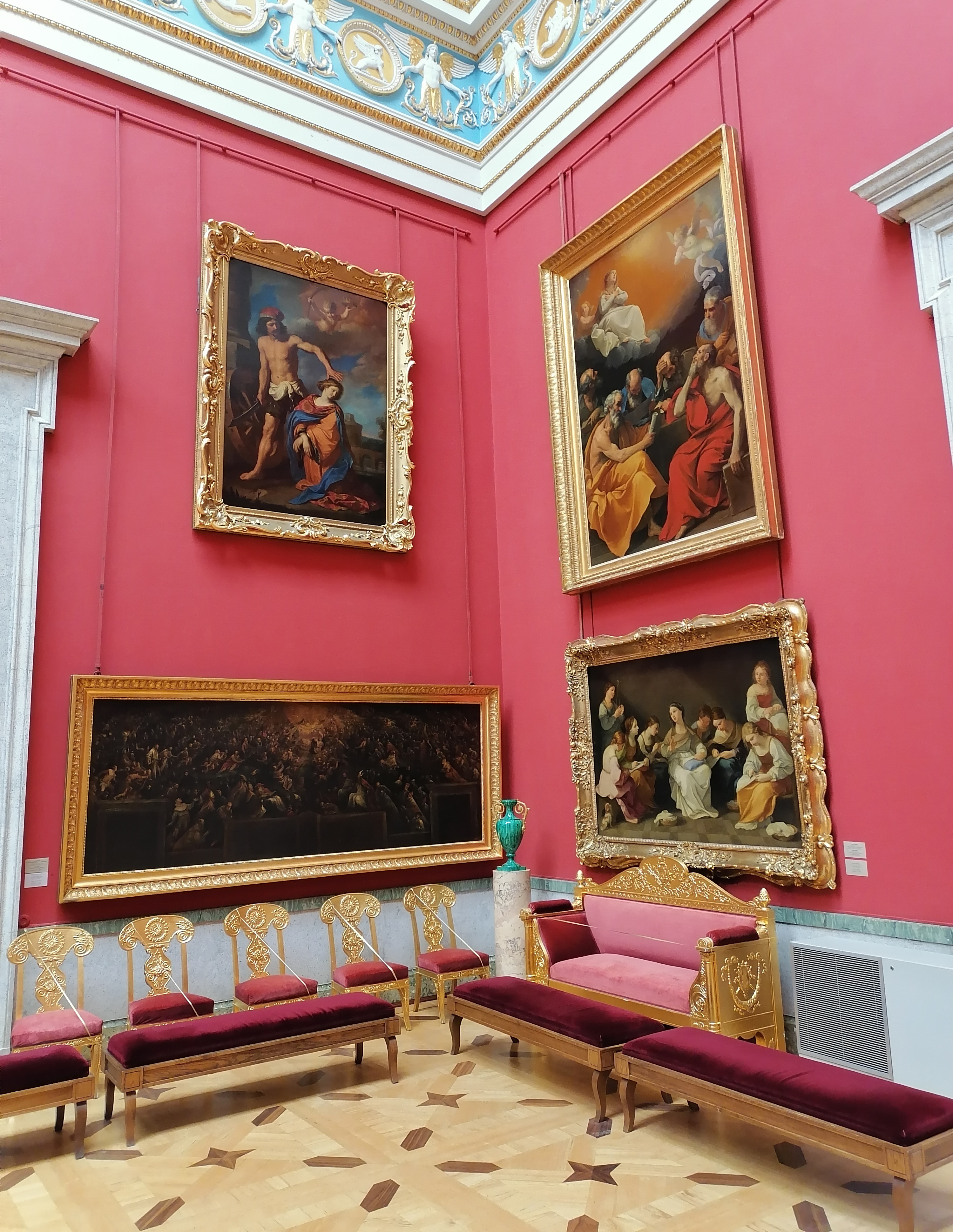
エルミタージュ美術館237室にある『聖カタリナの殉教』

作品は、ヤコブス・デ・ウォラギネの『黄金伝説』に記述されている物語「アレクサンドリアの聖カタリナの殉教」を描いている。4世紀に生きた聖カタリナに求婚を拒否されたローマ皇帝のマクセンティウスは、当世最高の賢者50人を収集し、彼女がキリスト教信仰を棄てるよう説得することを命じた。しかし、彼女の学識は彼らを論破し、逆に彼らをキリスト教に改宗させるほどのものであった。牢獄に幽閉しても、奇蹟で守られるカタリナにマクセンティウスは業を煮やし、彼女を刃付きの車輪で処刑するように命じたが、執行間際に車輪はひとりでに壊れてしまったという。
画面で、聖カタリナは、両手を縛られて跪いた姿で表されている。彼女の隣には、手に剣を持った半裸の執行人が彼女を殺そうとして、髪の毛を掴んでいる。執行人の背後の左側には、彼女に対して用いられた刃のある4つの車輪のうちの1つがある。本来、この車輪は彼女の身体を八つ裂きにするはずであったが、天使によって破壊された。天使自身は画面上部にプットとして描かれ、左手に王冠を、右手にシュロの枝を持っているが、『黄金伝説』によれば、これらは聖カタリナのアトリビュート (人物を特定するもの) である。